# Korporaal Van Oudheusdenkazerne

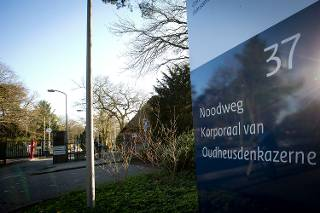
Toegangsbord van de kazerne.

De Korporaal Van Oudheusdenkazerne (gebouwd als Fliegerhorst Hilversum en na de Tweede Wereldoorlog lang bekend als Marine Opleidingskamp Hilversum) is een kazerne in Hilversum in de Nederlandse provincie Noord-Holland. De kazerne is gelegen aan de zuidzijde van Hilversum aan de rand van het Loosdrechtse Bos tussen Vliegveld Hilversum en de buurtschap Egelshoek.

## Geschiedenis

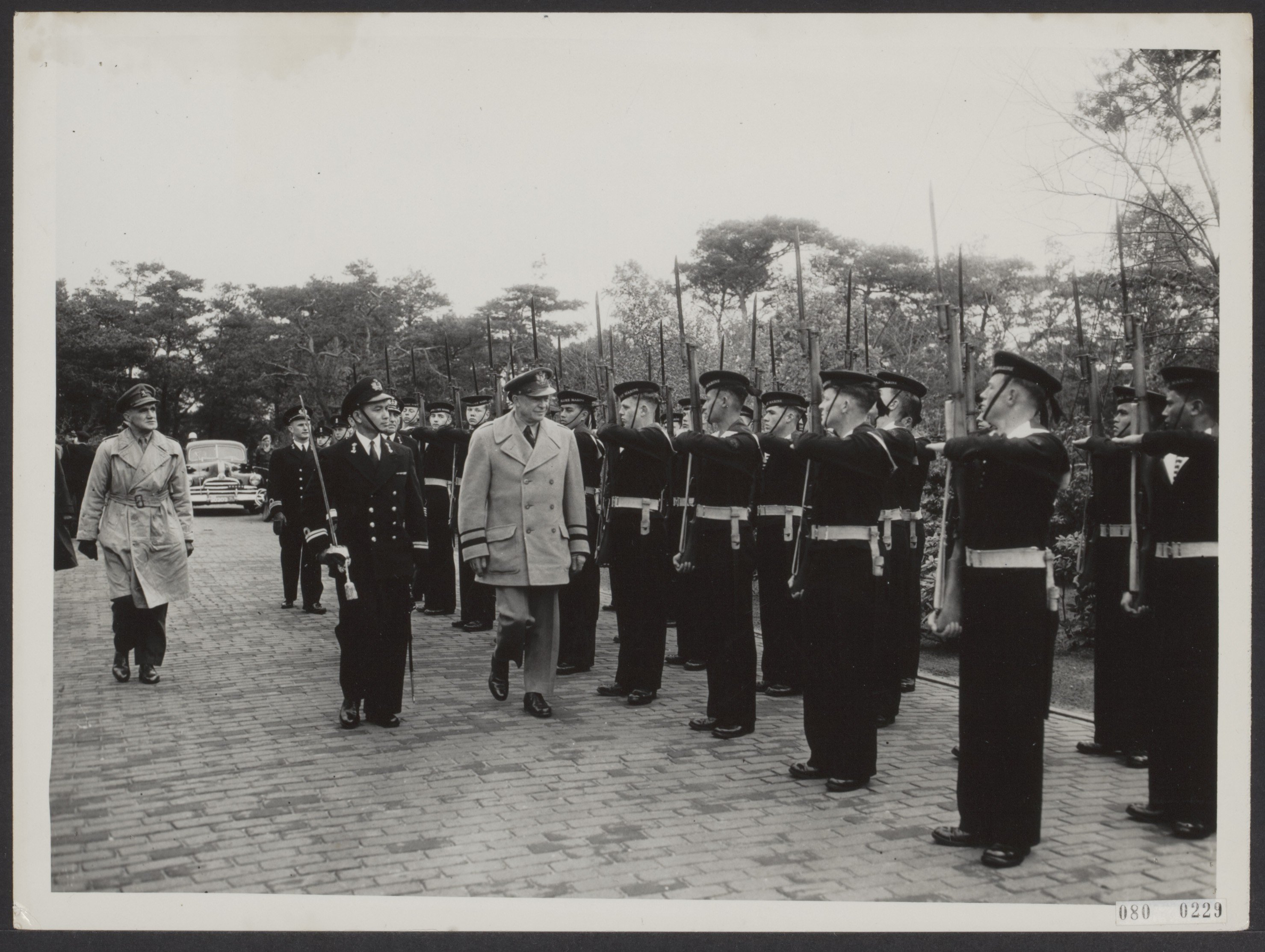
Eisenhower bezoekt de Van Oudheusdenkazerne (1951)

De kazerne werd in de Tweede Wereldoorlog aangelegd door de Duitse bezetter als Fliegerhorst Hilversum om gebruikt te worden voor militairen die op het ernaast gelegen vliegveld werkzaam waren. Bij de bouw en inrichting van het terrein koos men voor een bouwstijl die in de omgeving gebruikelijk was om de verschillende kazernegebouwen te maskeren. Deze stijl was een boerderijstijl met veel bos en smalle wegen. Tussen het vliegveld en de kazerne groef men een tunnel.
Toen de Tweede Wereldoorlog afgelopen was, verzamelden hier zich de Canadese militairen, die grote delen van Nederland bevrijd hadden en vanuit deze kazerne weer terugkeerden naar hun vaderland.
In februari 1946 werd in de kazerne het Marine Opleidingskamp (MOK) gevestigd, omdat de kazernes in Den Helder en Voorschoten zwaar beschadigd waren. Vanaf dat jaar tot 1978 ontving het vlootpersoneel van de Koninklijke Marine (zowel beroeps als dienstplichtig) hier de eerste militaire vorming (EMV). Tevens was op het terrein van 1961 tot 1984 het Marine Opkomstcentrum (MOC) (in 1978 hernoemd tot Marine Keurings- en Selectiecentrum (MARKEURSEL)) gevestigd, waar de keuring en selectie van toekomstig marinepersoneel plaatsvond.

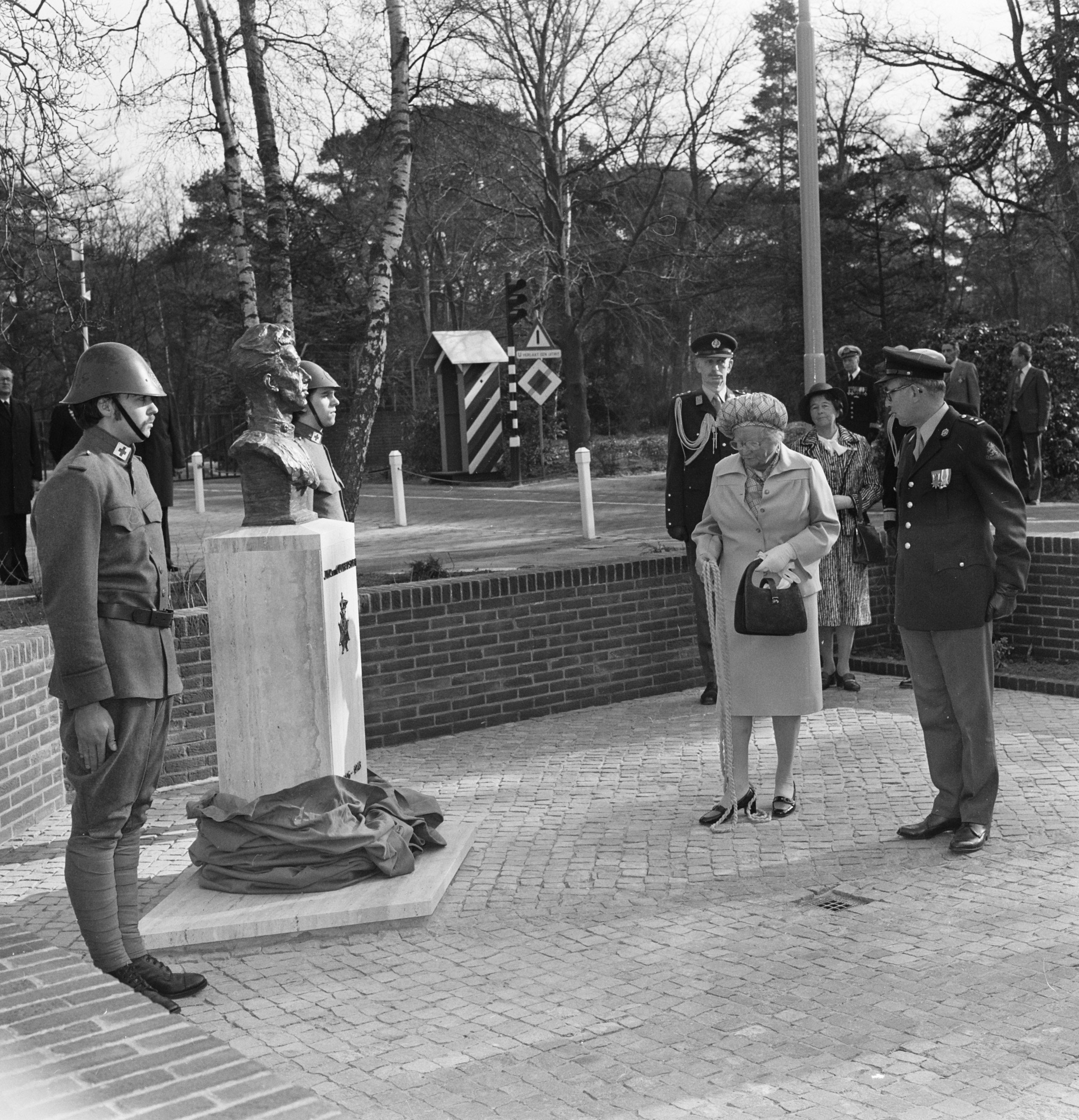
Juliana onthult het borstbeeld van Van Oudheusden (1979)

In 1978 ging de kazerne over van de marine naar de Koninklijke Landmacht. De kazerne werd toen bestemd tot thuisbasis voor het Opleidingscentrum Militair Geneeskundige Diensten dat van Amersfoort naar Hilversum werd overgeplaatst. In april 1979 was de officiële opening door koningin Juliana, sindsdien verwijst de naam van het complex naar korporaal Jan van Oudheusden.
In juli 2014 en de maanden daarna vond op deze locatie de identificatie plaats van de slachtoffers van de vliegramp van Malaysia Airlines-vlucht 17. Men koos voor deze kazerne omdat er een ruime hal beschikbaar was. Bovendien is de kazerne het Opleidingscentrum van de Militair Geneeskundige Diensten zodat er een en ander aan expertise en faciliteiten aanwezig was.
Het licht verontreinigde kazerneterrein heeft enige tijd te koop gestaan. In 2015 mocht de gemeente Hilversum als eerste een bod doen, maar heeft hier na diverse rondgangen van afgezien. De gemeente heeft de locatie in het bestemmingsplan tot 2030 aangewezen voor lichte recreatie en natuur. De kazerne zou per 31 december 2018 sluiten als Defensie geen nieuwe bestemming vindt, staat in de stukken van de minister van Defensie die aan de Eerste en Tweede Kamer zijn aangeboden in samenspraak met de huidige hoofdgebruiker van de kazerne, het Defensie Gezondheidszorg Opleidings- en Trainingscentrum (DGOTC).
Op 26 maart 2018 is besloten dat de kazerne permanent openblijft in het kader van een budgetverruiming van 1,5 miljard euro voor het Ministerie van Defensie.